# Нерда
Нерда (
сибирскотат. 
Нирде) — река в России, протекает в Тюменской области. Устье реки находится в 123 км по правому берегу реки Тобол. Длина реки составляет 142 км.

## Притоки
- 4,5 км: Трашковская (лв)
- 58 км: Тунгусла (лв)
- 91 км: река без названия из озера Тынкуль (пр)
- 113 км: Бичнус (лв)

## Данные водного реестра
По данным государственного водного реестра России относится к Иртышскому бассейновому округу, водохозяйственный участок реки — Тобол от впадения реки Исеть и до устья, без рек Тура, Тавда, речной подбассейн реки — Тобол. Речной бассейн реки — Иртыш.
Код объекта в государственном водном реестре — 14010502612111200008559.